# Lac Glen
Pour les articles homonymes, voir Glen (homonymie).
Le lac Glen (en anglais : Glen Lake) est un lac américain dans le comté de Lassen, en Californie. Il est situé à 2 120 mètres d'altitude au sein du parc national volcanique de Lassen.